# Mystery Chronicle: One Way Heroics
Mystery Chronicle: One Way Heroics (不思議のクロニクル 振リ返リマセン勝ツマデハ?, Fushigi no Chronicle: Furikaerimasen Katsu Madewa) è un videogioco di ruolo sviluppato e pubblicato da Spike Chunsoft per PlayStation 4 e PlayStation Vita. Spin-off della serie Mystery Dungeon, combina elementi roguelike con le caratteristiche del JRPG indie One Way Heroics. Nel videogioco sono presenti come contenuto scaricabile diversi personaggi tratti da altre serie Spike Chunsoft, tra cui Danganronpa.